# لایحه فدرال رزرو

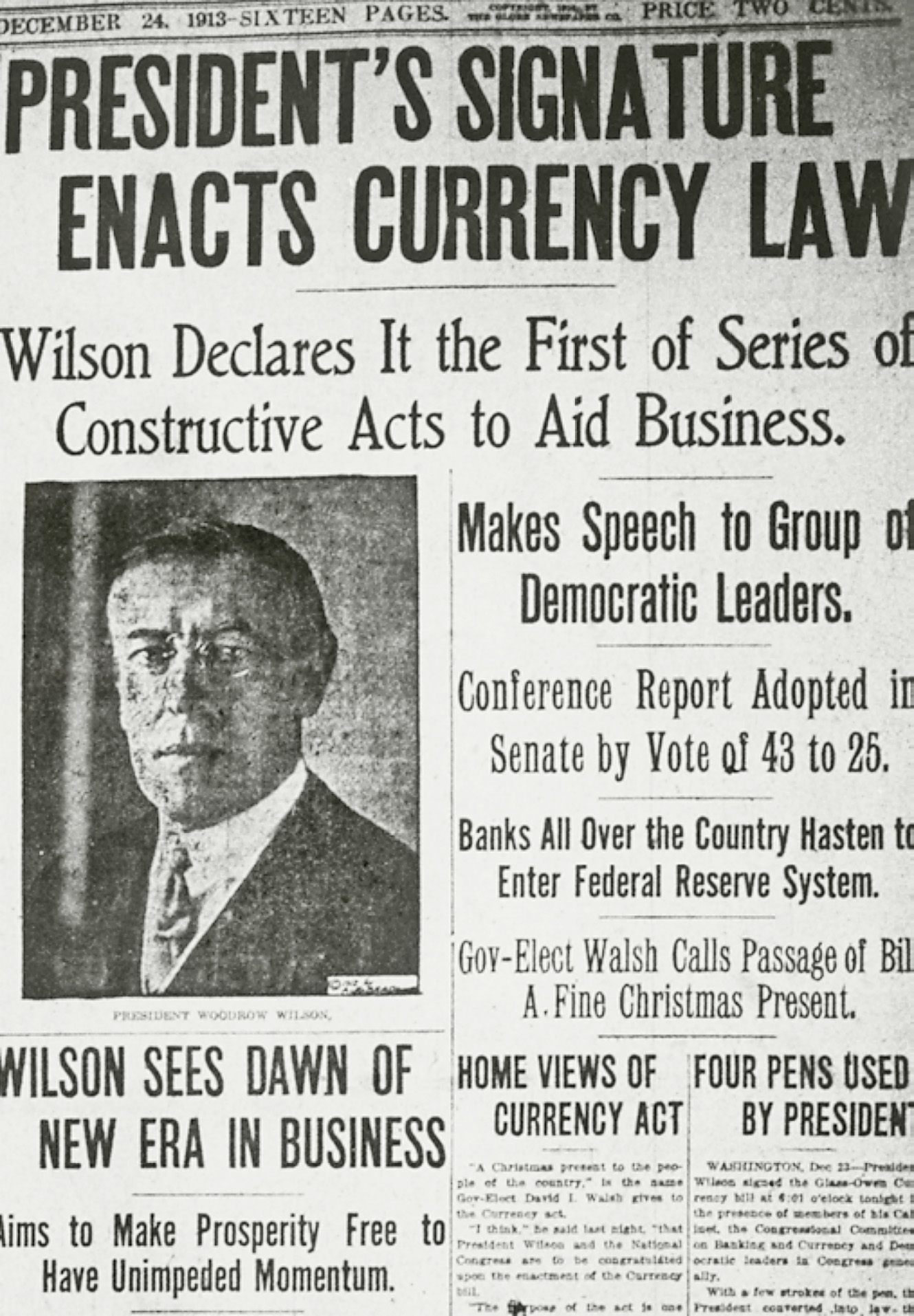
Federal Reserve

لایحه فدرال رزرو از جمله لوایح کنگره است که نظام بانک مرکزی آمریکا را تأسیس  و به آن اقتدار قانونی را اعطا کرده است تا اسکناس چاپ کند. این لایحه را رئیس جمهور توماس وودرو ویلسون امضا کرد.